# Mistrzostwa Świata w Zapasach 1907
Mistrzostwa Świata w Zapasach 1907 odbyły się w maju 1907 w mieście Frankfurt nad Menem (Cesarstwo Niemieckie).

## Styl klasyczny
| Konkurencja: | Złoto                 | Srebro         | Brąz               |
| ------------ | --------------------- | -------------- | ------------------ |
| -75 kg       | Christoph Übler       | Uwe Volkert    | Julius Fleischmann |
| -85 kg       | Harald Christensen    | Johann Winker  | Hugo Edingshaus    |
| +85 kg       | Hans Heinrich Egeberg | Heinrich Rondi | Gustav Sperling    |

## Tabela medalowa
| Lp. | Państwo              | Złoto | Srebro | Brąz |
| --- | -------------------- | ----- | ------ | ---- |
| 1   | Dania                | 2     | 0      | 0    |
| 2   | Cesarstwo Niemieckie | 1     | 3      | 3    |